# Hans Ackermann (Fußballspieler)
Hans Ackermann (* 2. September 1928) war ein deutscher Fußballspieler in der DDR-Oberliga. In der höchsten Spielklasse des DDR-Fußball-Verbandes spielte er für den SC Fortschritt Weißenfels. 
Zu den Gründungsmannschaften der 1950 im DDR-Fußball neu eingeführten zweitklassigen DDR-Liga gehörte auch die Betriebssportgemeinschaft (BSG) des Weißenfelser Schuhwerkes, die BSG Schuhmetro Weißenfels. Zu ihrem Spieleraufgebot gehörte der 22-jährige Hans Ackermann. Als 1954/55 die inzwischen zum Sportclub Fortschritt umgewandelte Mannschaft den Aufstieg in die DDR-Oberliga erkämpfte, war Ackermann als halblinker Stürmer Stammspieler und hatte die Mehrzahl der Punktspiele bestritten. Mit seinen 18 Treffern war er Torschützenkönig seiner Mannschaft geworden. 
Bis zum Ende der Saison 1958, inzwischen waren die Spielzeiten auf den Kalenderjahr-Rhythmus umgestellt worden, war Ackermann als halblinker Stürmer gesetzt und fehlte bei keinem Punktspiel. Zur Saison 1959 stellte Trainer Herbert Worbs seinen Sturm um und Ackermann rückte auf die halbrechte Angriffsseite. In dieser Spielzeit erreichte der SC Fortschritt mit dem 6. Platz sein bestes Oberligaergebnis, Ackermann hatte zum vierten Mal hintereinander alle 26 Punktspiele bestritten. Unter dem neuen Trainer Gerhard Gläser erlebte die Mannschaft 1960 einen tiefen Absturz, sie blieb die ganze Saison über sieglos und musste absteigen. Zuvor hatte Gläser noch versucht, durch den Einbau neuer Spieler das Desaster aufzuhalten, diesen Veränderungen fiel auch Ackermann zum Opfer. Nach dem 16. Spieltag wurde der 32-Jährige aus dem Oberligakader verbannt und im Oktober 1960 offiziell verabschiedet. Bis dahin hatte er zwischen 1956 und 1960 120 Punktspiele bestritten, kein einziges Oberligaspiel verpasst und 24 Tore erzielt. 
In der Saison 1961 schloss sich Ackermann der BSG Chemie Zeitz an, die zusammen mit Fortschritt Weißenfels in die I. DDR-Liga abgestiegen war. Erneut wurde der Spielplanrhythmus umgestellt, wieder zurück auf Sommer-Frühjahr, daher lief die Saison bis zum Juni 1962. Bereits nach zwei Dritteln der Saison stand fest, dass Weißenfels auch in der I. DDR-Liga mit dem Klassenerhalt Schwierigkeiten bekommen würde. Daher veranlassten die inzwischen wieder zur BSG Fortschritt zurückgestuften Weißenfelser die Rückkehr Ackermanns, der sich in Zeitz mit 12 Treffern als  bester Torschütze ausgezeichnet hatte. Ab März 1962 spielte Ackermann wieder für seine ehemalige Mannschaft. Nur dank der Tatsache, dass die I. DDR-Liga auf zwei Staffeln erweitert wurde, verhinderte, dass Weißenfels als Vorletzter hätte erneut absteigen müssen. Dieses Schicksal ereilte die BSG, immer noch mit Ackermann im Kader, 1966. Daraufhin verbrachte Ackermann 38-jährig eine Saison in der drittklassigen Bezirksliga Halle, verhalf der Mannschaft aber noch zur Bezirksmeisterschaft und zur sofortigen Rückkehr in die DDR-Liga.